# Хайбуллин, Газимулла Гайнуллович
Газимулла Гайнуллович Хайбуллин (12 августа 1927 года — 16 сентября 1995 года) — токарь Уфимского завода «Гидравлика», Герой Социалистического Труда.

## Биография
Газимулла Гайнуллинович Хайбуллин родился 12 августа 1927 года в д. Идрисово Кигинского района Башкирской АССР. Образование — среднее.
Трудовую деятельность начал в 1942 году в колхозе «Мурзакай» Кигинского района. В 1944—1951 гг. служил в рядах Советской Армии. После демобилизации работал токарем, с 1968 г. — сменным мастером, с 1969 г. — токарем Уфимского завода «Гидравлика».
За период работы на оборонном предприятии Г. Г. Хайбуллин систематически выполнял производственные задания на 130—140 процентов. Задание семилетнего плана (1959—1965) выполнил досрочно — за пять лет, пятилетний план восьмой пятилетки (1966—1970) — досрочно в январе 1970 г. Сверх плана изготовил продукции на 2318 рублей.
На предприятии ему поручались особо ответственные задания по изготовлению сложных деталей агрегатов авиационных двигателей и самолетов, изготовленные детали сдавались в отдел технического контроля с первого предъявления.	
Г. Г. Хайбуллин первым освоил обработку корпусных деталей для воздушно-пусковой турбины, воздушных и гидравлических фильтров, фильтро-элементов тонкой очистки и пятимикронных фильтров.
Показал себя способным рационализатором. От поданных им рацпредложений получено свыше 2500 рублей условно-годовой экономии. Изменение по его предложению метода обработки корпусов для гидравлических фильтров позволило увеличить производительность труда на 45 процентов. Г. Г. Хайбуллин, работая над изготовлением деталей воздушных агрегатов, применяемых на авиационных двигателях, предложил техническое решение проблемы получения лабиринта шагом 0,13—0,15 миллиметра и высотой 0,01—0,13 миллиметра на металлокерамическом сплаве. Этот опыт был распространён и на другие предприятия страны. За годы восьмой пятилетки Г. Г. Хайбуллин подготовил 6 квалифицированных рабочих.
За выдающиеся заслуги в выполнении пятилетнего плана 1966—1970 гг. и создание новой техники Указом Президиума Верховного Совета СССР от 26 апреля 1971 года Г. Г. Хайбуллину присвоено звание Героя Социалистического Труда.
До ухода на пенсию в 1992 года работал на Уфимском агрегатном предприятии «Гидравлика».
Газимулла Гайнуллинович Хайбуллин — Депутат Верховного Совета Башкирской АССР седьмого созыва (1967—1971).
Умер 16 сентября 1995 года.

## Награды
- Герой Социалистического Труда (1971)
- Награждён  орденом Ленина